# Washington Luiz Mascarenhas Silva
Washington Luiz Mascarenhas Silva (sinh ngày 23 tháng 8 năm 1978) là một cầu thủ bóng đá người Brasil.

## Sự nghiệp câu lạc bộ
Washington Luiz Mascarenhas Silva đã từng chơi cho FC Tokyo.

## Thống kê câu lạc bộ

### J.League
| Đội       | Năm       | J.League | J.League | J.League Cup | J.League Cup | Tổng cộng | Tổng cộng |
| Đội       | Năm       | Trận     | Bàn      | Trận         | Bàn          | Trận      | Bàn       |
| --------- | --------- | -------- | -------- | ------------ | ------------ | --------- | --------- |
| FC Tokyo  | 2006      | 2        | 0        | 0            | 0            | 2         | 0         |
| Tổng cộng | Tổng cộng | 2        | 0        | 0            | 0            | 2         | 0         |